# Chlorita kyzylkumi
Chlorita kyzylkumi är en insektsart som beskrevs av Mitjaev 1969. Chlorita kyzylkumi ingår i släktet Chlorita och familjen dvärgstritar.
Artens utbredningsområde är Kazakstan. Inga underarter finns listade i Catalogue of Life.